# Rhaphium bukzeevae
Rhaphium bukzeevae är en tvåvingeart som beskrevs av Grichanov 1995. Rhaphium bukzeevae ingår i släktet Rhaphium och familjen styltflugor. Inga underarter finns listade i Catalogue of Life.